# Raman Kirenkin
Raman Kirenkin (biał. Раман Кірэнкін, ros. Роман Киренкин; ur. 20 lutego 1981) – białoruski piłkarz, grający na pozycji obrońcy, reprezentant Białorusi.